# ГЕС Піт 7
ГЕС Піт 7 — гідроелектростанція у штаті Каліфорнія (Сполучені Штати Америки). Знаходячись після ГЕС Піт 6, становить нижній ступінь каскаду на річці Піт, яка перетинає південну частину Каскадних гір та впадає ліворуч до Сакраменто (закінчується в затоці Сан-Франциско).
У межах проекту річку перекрили бетонною гравітаційною греблею висотою 69 метрів та довжиною 235 метрів, яка утримує водосховище з площею поверхні 1,9 км2 та об'ємом 42,1 млн м3.
Через два водоводи діаметром 4,6 метра та довжиною по 0,17 км ресурс подається у пригреблевий машинний зал, де встановили дві турбіни типу Френсіс загальною потужністю 112 МВт. Вони використовують напір у 62 метри та забезпечують виробництво 512 млн кВт-год електроенергії на рік.
Відпрацьована вода потрапляє у нижній балансуючий резервуар, створений на Піт за допомогою кам'яно-накидної греблі висотою 9 метрів. При цьому в залежності від рівня води у водосховищі Шаста (куди впадає Піт) ця споруда може періодично затоплюватись.
Видача продукції відбувається по ЛЕП, розрахованій на роботу під напругою 230 кВ.